# Loyalty (Kendrick Lamar)
Loyalty è un singolo del rapper statunitense Kendrick Lamar in collaborazione con la cantante barbadiana Rihanna, il terzo estratto dal quarto album in studio Damn e pubblicato il 20 giugno 2017.
Il brano è stato riconosciuto con il Grammy Awards alla miglior performance rap/sung alla premiazione del 2018.

## Composizione
Il brano campiona il singolo del 2016, 24K Magic, scritto, prodotto e cantato da Bruno Mars.

## Video musicale
Il 28 luglio 2017 viene pubblicato su YouTube il video del singolo, a cui prendono parte entrambi gli artisti.

## Tracce
Testi e musiche di Duckworth, Dacoury Natche, Mark Spears, Terrace Martin, Anthony Tiffith.
1. Loyalty – 3:47

## Formazione

### Musicisti
- Kendrick Lamar – voce
- Rihanna – voce aggiuntiva
- Mr. Talkbox – cori
- Bēkon – cori
- Kid Capri – cori

### Produzione
- DJ Dahi – produzione
- Mark Spears – produzione
- Terrace Martin – produzione
- Anthony Tiffith – produzione
- Derek Ali – missaggio
- Tyler Page – assistente al missaggio
- Jamal Owens - mastering

## Performance dal vivo
Loyalty ha fatto parte della scaletta dei brani cantati da Lamar nel The Damn Tour.

## Classifiche
| Classifica (2017) | Posizione massima |
| ----------------- | ----------------- |
| Australia         | 20                |
| Austria           | 41                |
| Belgio (Fiandre)  | 30                |
| Canada            | 12                |
| Danimarca         | 34                |
| Francia           | 43                |
| Germania          | 53                |
| Irlanda           | 18                |
| Italia            | 63                |
| Nuova Zelanda     | 18                |
| Paesi Bassi       | 42                |
| Portogallo        | 10                |
| Rep. Ceca         | 40                |
| Slovacchia        | 20                |
| Stati Uniti       | 29                |
| Svezia            | 34                |
| Svizzera          | 35                |
| Regno Unito       | 27                |